# ザ・シェフ・ショー -だから料理は楽しい!-
『ザ・シェフ・ショー 〜だから料理は楽しい!〜』（The Chef Show）は、ジョン・ファヴローとロイ・チョイによるアメリカ合衆国の料理番組である。2019年6月7日よりNetflixで配信された。2020年9月24日にはシーズン2が配信された。

## 内容
『ザ・シェフ・ショー』では友人同士であるジョン・ファヴローとロイ・チョイが「自分の好きなレシピ、テクニック、焼き方、調理法を試し、エンターテインメント界と料理界の大物たちとコラボレーションをする」。ファヴローとチョイは「アトランタで『アベンジャーズ』のキャストと食事を共にすることから始まり、テキサス州で世界的なピットマスターのアーロン・フランクリンとブリスケットを燻し、そしてロサンゼルスで伝説的な料理評論家のジョナサン・ゴールドを偲ぶ」。

## 出演者
| 登場話     | 出演者                 | 日本語吹替   |
| ---------- | ---------------------- | ------------ |
| レギュラー | ジョン・ファヴロー     | 大西健晴     |
| レギュラー | ロイ・チョイ           | 最上嗣生     |
| シーズン1  |                        |              |
| 1          | グウィネス・パルトロウ | 田中敦子     |
| 1          | ビル・バー             | 赤城進       |
| 3          | ロバート・ダウニー・Jr | 藤原啓治     |
| 3          | トム・ホランド         | 榎木淳弥     |
| 3          | ケヴィン・ファイギ     |              |
| 3          | アンソニー・ルッソ     |              |
| 3          | ジョー・ルッソ         |              |
| 3          | アンドリュー・リー     | 加藤清司     |
| 4          | エヴァン・クレイマン   | さとうあい   |
| 4          | ジャズ・シンサノン     | 西宏子       |
| 4          | シリーン・シンサノン   | 宇田川紫衣那 |
| 5          | ロバート・ロドリゲス   | 坂詰貴之     |
| 6          | デビッド・チャン       | 武田幸史     |
| 7          | アーロン・フランクリン | 細川祥央     |
| 7          | レベッカ・マッソン     | 斉藤貴美子   |
| シーズン2  |                        |              |
| 8          | セス・ローゲン         | 遠藤純一     |
| 9          | ダニエレ・ウディティ   | こねり翔     |
| 10         | ウェス・アビラ         | 小林達也     |
| 11         | ジョン・フィンガー     | 水内清光     |
| 11         | ゼーン・フィンガー     | 後藤光祐     |
| 11         | マリコ・ウィルキンソン | 三井好美     |
| 11         | テリー・ソーヤー       | 谷内健       |
| 12         | デイブ・フィローニ     | 魚建         |
| 12         | リン・デラマス         | 定岡小百合   |
| 12         | ミンディ・シュライル   | 小林さとみ   |
| 13         | アンドリュー・リー     | 加藤清司     |
| 13         | デビッド・チャン       | 武田幸史     |

## エピソード

### シーズン1 (2019–20)
| シリーズ1 |                                                                      |               |
| 1         | "グウィネス・パルトロー/他" "Gwyneth Paltrow / Bill Burr"            | 2019年6月7日  |
| 2         | "アベンジャーズとアトランタ" "Avengers Atlanta"                      | 2019年6月7日  |
| 3         | "映画のレシピをもう一度" "Chef Film Recipes"                         | 2019年6月7日  |
| 4         | "ジョナサン・ゴールドにささぐ" "Remembering Jonathan Gold"           | 2019年6月7日  |
| 5         | "ロバート・ロドリゲス/他" "Robert Rodriguez / First Friday"          | 2019年6月7日  |
| 6         | "デイビッド・チャン" "David Chang"                                   | 2019年6月7日  |
| 7         | "アーロン・フランクリン" "Aaron Franklin"                            | 2019年6月7日  |
| 8         | "ホットラックへようこそ" "Hot Luck"                                  | 2019年6月7日  |
| シリーズ2 |                                                                      |               |
| 9         | "セス・ローゲン" "Seth Rogen"                                        | 2019年9月13日 |
| 10        | "ピッツァーナ" "Pizzana"                                             | 2019年9月13日 |
| 11        | "ゲリラタコス" "Guerrilla Tacos"                                     | 2019年9月13日 |
| 12        | "ホグ・アイランド" "Hog Island"                                      | 2019年9月13日 |
| 13        | "スカイウォーカー・ランチ" "Skywalker Ranch"                         | 2019年9月13日 |
| 14        | "アンドリューとデイブの特別編" "Extra Helpings with Babish and Dave" | 2019年9月13日 |
| シリーズ3 |                                                                      |               |
| 15        | "ウルフギャング・パック" "Wolfgang Puck"                             | 2020年2月19日 |
| 16        | "ボーダーグリル" "Border Grill"                                      | 2020年2月19日 |
| 17        | "ベストフレンド" "Best Friend"                                       | 2020年2月19日 |
| 18        | "ライミ風パスタ" "Pasta a la Raimi"                                  | 2020年2月19日 |
| 19        | "ウェクスラーのデリ" "Wexler's Deli"                                 | 2020年2月19日 |
| 20        | "キャンデス・ネルソン" "Extra Helpings with Candace Nelson"          | 2020年2月19日 |

### シーズン2 (2020)
| Volume 1 |                                                   |               |
| 21       | "ミルク・バーのお菓子バザー" "Milk Bar Bake Sale" | 2020年9月24日 |
| 22       | "ロイのイタリア料理" "Roy's Italian Cuisine"      | 2020年9月24日 |
| 23       | "ジェシカ・ラーゲイ" "Jessica Largey"             | 2020年9月24日 |
| 24       | "タルティーン" "Tartine"                          | 2020年9月24日 |
| 25       | "深夜のハンバーガー" "Late Night Burger"          | 2020年9月24日 |